# 萨拉·拉法内利
萨拉·拉法内利（英語：Sarah Rafanelli，1972年6月7日—），美国女子足球运动员，场上位置是前锋。她曾代表美国国家队参加1995年国际足联女子世界杯，结果队伍获得季军。